# Zenträdgård

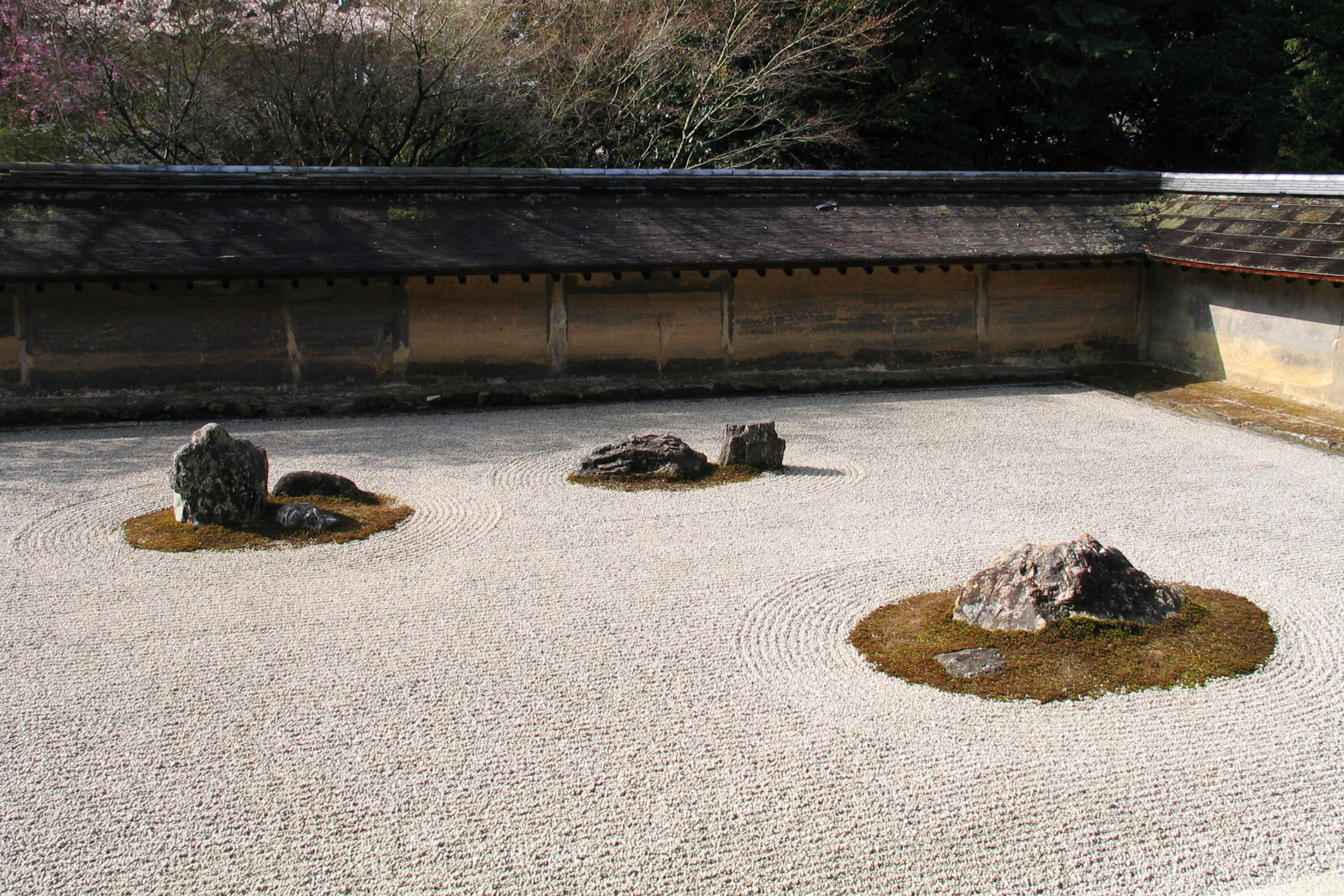
Den mest kända zenträdgården i Japan skapades i slutet av 1400-talet och återfinns i Ryoanji (龍安寺), ett tempel i Kyoto.

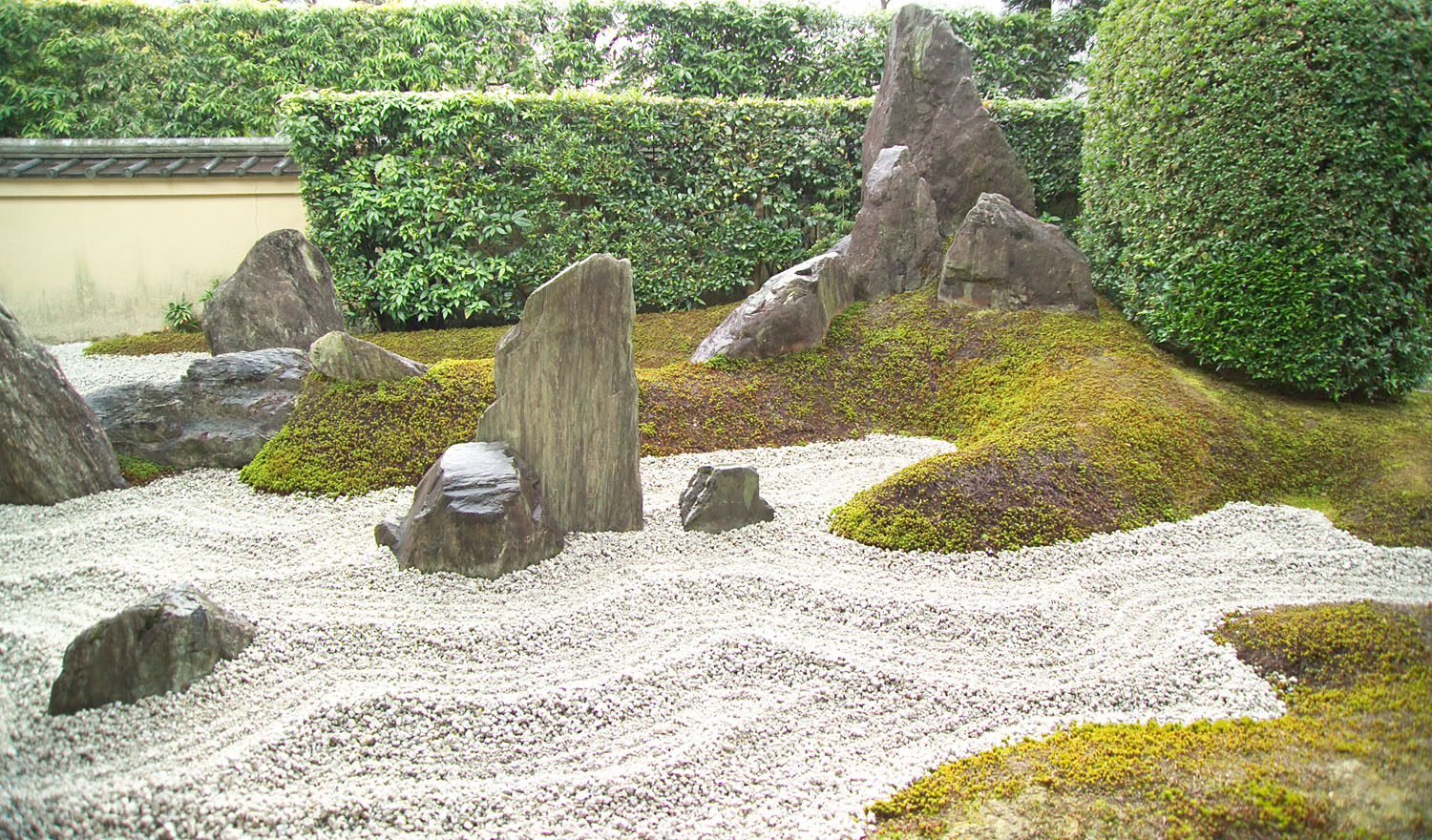
Det saliga bergets trädgård i Zuiho-in, ett sidotempel till Daitokuji (大徳寺) i Kyoto. Zuiho-in byggdes på befallning av den kristne daimyon Ōtomo Sōrin.

Zenträdgård  är den västerländska beteckningen på en japansk trädgårdstyp som går tillbaka på de trädgårdar som först skapades i zentempel tillhörande Rinzaiskolan. Ofta avses stenträdgårdar, så kallade karesansui, "torra landskap" (japanska: 枯山水). Denna består av en omgärdad grund "sandlåda" med sand, grus, stenar och någon gång gräs, mossa eller andra naturobjekt. De kan först tyckas ge ett sterilt intryck men är kända för sin lugnande inverkan på betraktare. Det tidigaste skriftliga belägget för zenträdgårdar är från slutet av Heianperioden (794-1192) men konsten utvecklades och bringades till fulländning framförallt under Ashikagaperioden (1338-1573).

## Namn och grundidé
Det japanska namnet på trädgårdstypen är inte alltså kopplat till zen, utan kommer från det kinesiska ordet för landskap, shanshui (山水, på japanska sansui), som ordagrant betyder "berg och vatten". Sanden i trädgårdarna krattas ofta med detta i tankarna för att efterlikna vågor medan de utplacerade stenarna symboliserar berg. Man kan jämföra med de "riktiga" minilandskap som skapas med hårt beskurna träd i blomsterkrukor, bonsai, en ursprungligen kinesisk konst som också refererar till det traditionella landskapsmåleriet.Det har föreslagits att vissa av trädgårdarna byggdes med syfte att understödja meditation.

## Zenträdgårdar med och utan zen
Utanför Japan förknippas zenträdgårdar starkare än i Japan med zenbuddhism [källa behövs]. Även om de torra minilandskapen, varav de mest berömda alla återfinns inom tempel, inbjuder till stilla kontemplation sker munkarnas meditation vanligtvis inomhus med blicken fäst på marken eller på en vägg. Zenträdgårdar är idag populära även i den sekulariserade världen och återfinns utanför hem, affärer, restauranger, etc., kanske delvis på grund av det begränsade skötselbehovet. I zentempel i Japan läggs dock mycket tid på skötsel och trädgårdarna krattas exempelvis varje morgon.

## Olika stilar och uttryck
Vanligast och mest berömd är den landskapsstil som beskrivits ovan och som gett trädgårdarna sitt japanska namn, men trädgårdarna kan också skapas för att återge scener med lejon och drakar, eller med stenar placerade för att bilda lämpliga kinesiska tecken. 
Karetaki är ett speciellt uttryck i karesansui-stilen, som består av stenar uppbyggda som ett vattenfall, dock utan vatten. Avsaknaden av det "förväntade" vattnet kan framkalla nya perspektiv på tillvaron och öppna upp hörselsinnet, ett slags mindfulness. 
Shishi-odoshi är en installation som ursprungligen användes för att hålla vilda djur borta från böndernas fält. Den består av ett bamburör fäst på gångjärn. Vatten fylls på tills röret tippar över och ett ljud uppstår när det faller tillbaks till ursprungsläget . Det sägs att en av dem som var först med att använda installationen som en del i trädgårdsestetiken var den före detta samurajen Ishikawa Jozan som använde den i sin retreat Shisen-do på 1600-talet. Trädgården finns kvar och går att besöka i nordöstra Kyoto, och där finns även en shishi-odoshi. Länk till video
Suikinkutsu är ett subtilt trädgårdsinstrument som består av en uppochnedvänd kruka. Krukan grävs ned under mark vid ett chozubachi, handfat. När överskottsvatten från handfatet rinner ned och träffar vattenytan i botten på den nedgrävda krukan uppstår ett fint metalliskt klingande ljud. Länk till video-filer med suikinkutsu

## Berömda trädgårdar
Den mest berömda trädgården är utan tvekan den i Ryoanji, ett gammalt zentempel i Kyoto. Templets största och mest kända trädgård tros ha skapats i slutet av 1400-talet. Den består av 15 stenar i ett sandhav, varav maximalt 14 syns samtidigt oavsett varifrån trädgårdslandskapet betraktas. Bara den som nått upplysning, satori, sägs kunna se alla 15 samtidigt.
En annan av de mest berömda stenträdgårdarna Daisen-in, från början av 1500-talet, återfinns i ett sidotempel till Daitokuji, även det beläget i Kyoto. Här finns bland annat en sten med en grop som det sägs aldrig torkar ut. Gropen kallas buddhas fotavtryck.

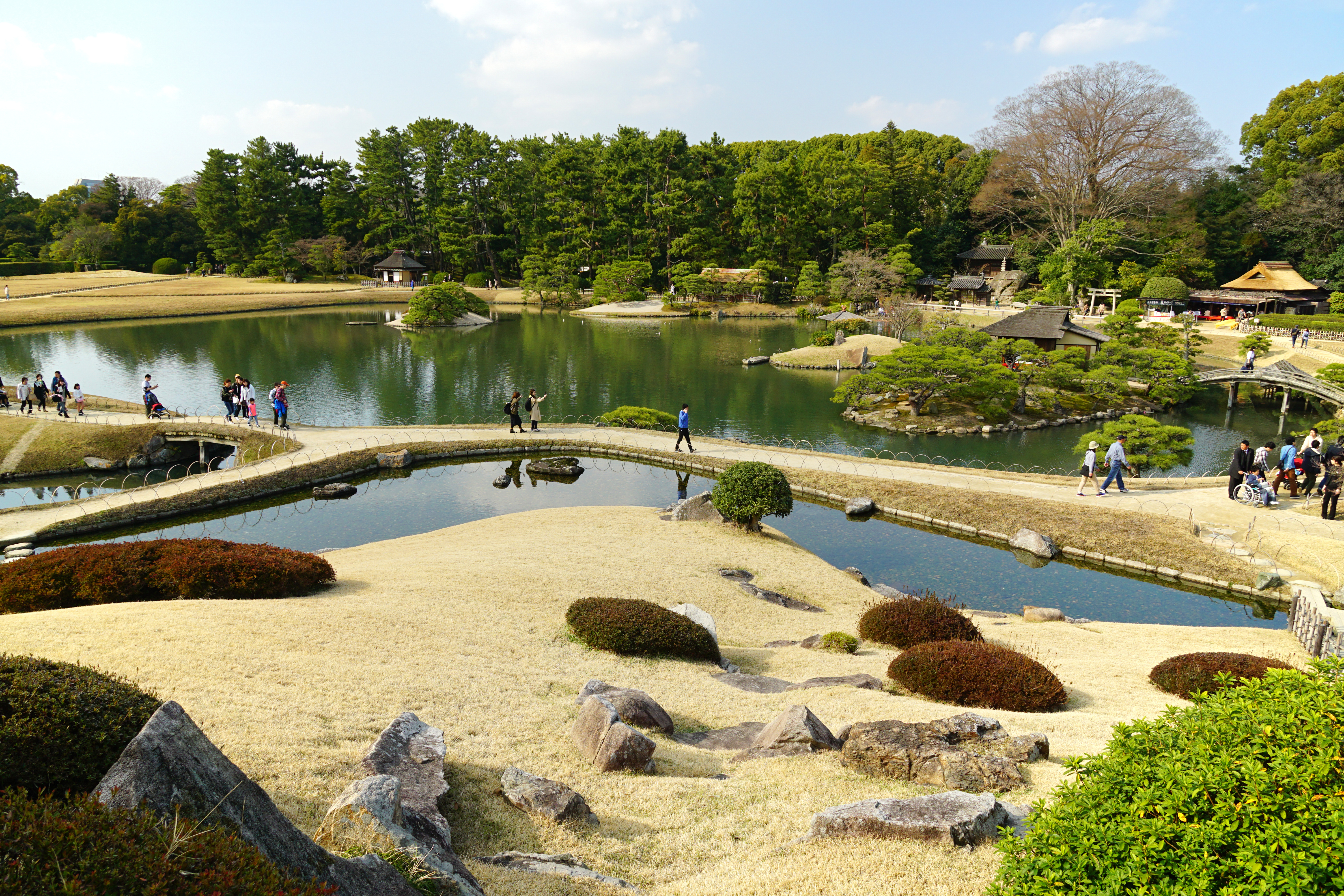
Korakue
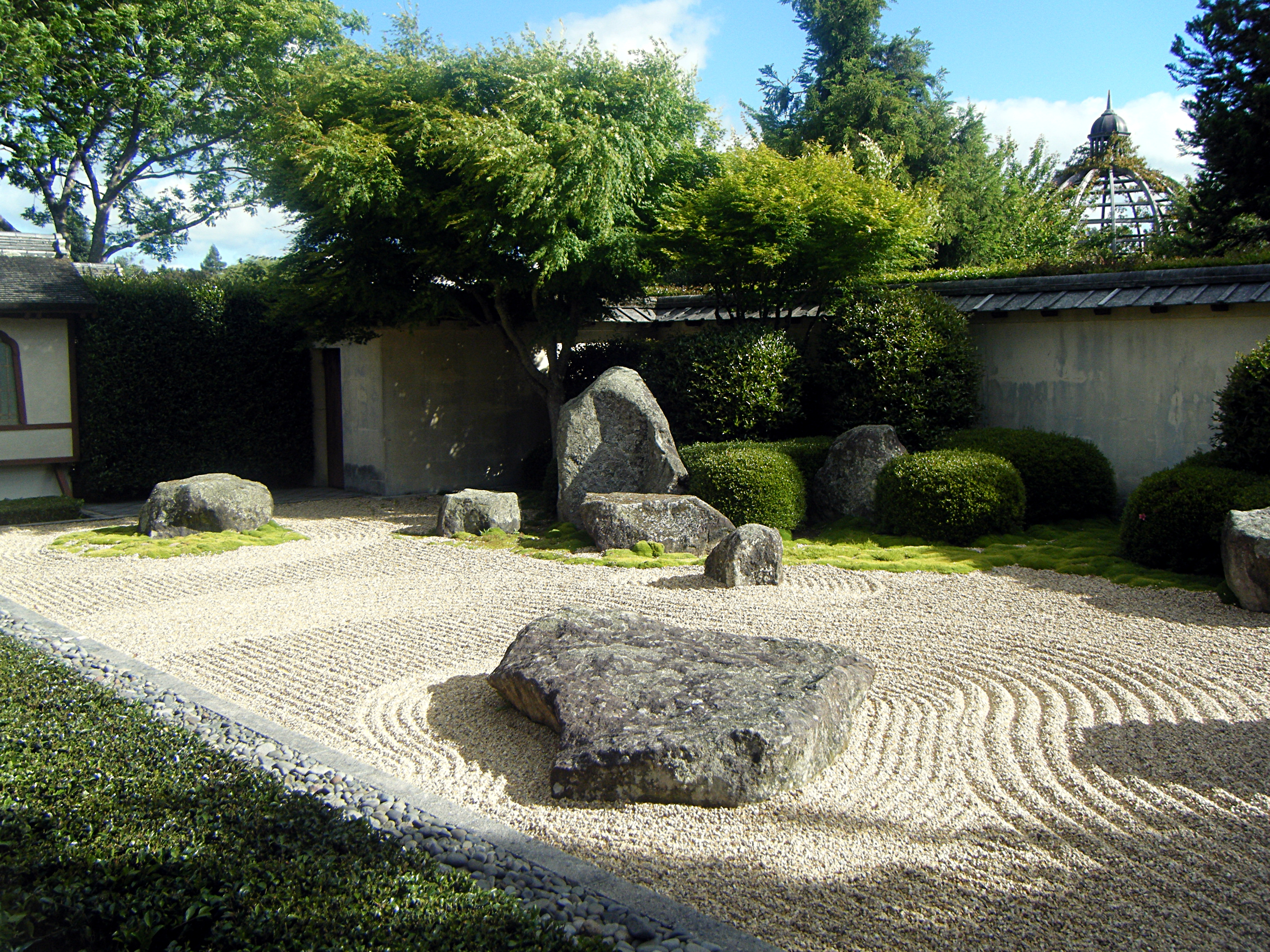
Hamilton Gardens, Waikato, Nya Zeeland
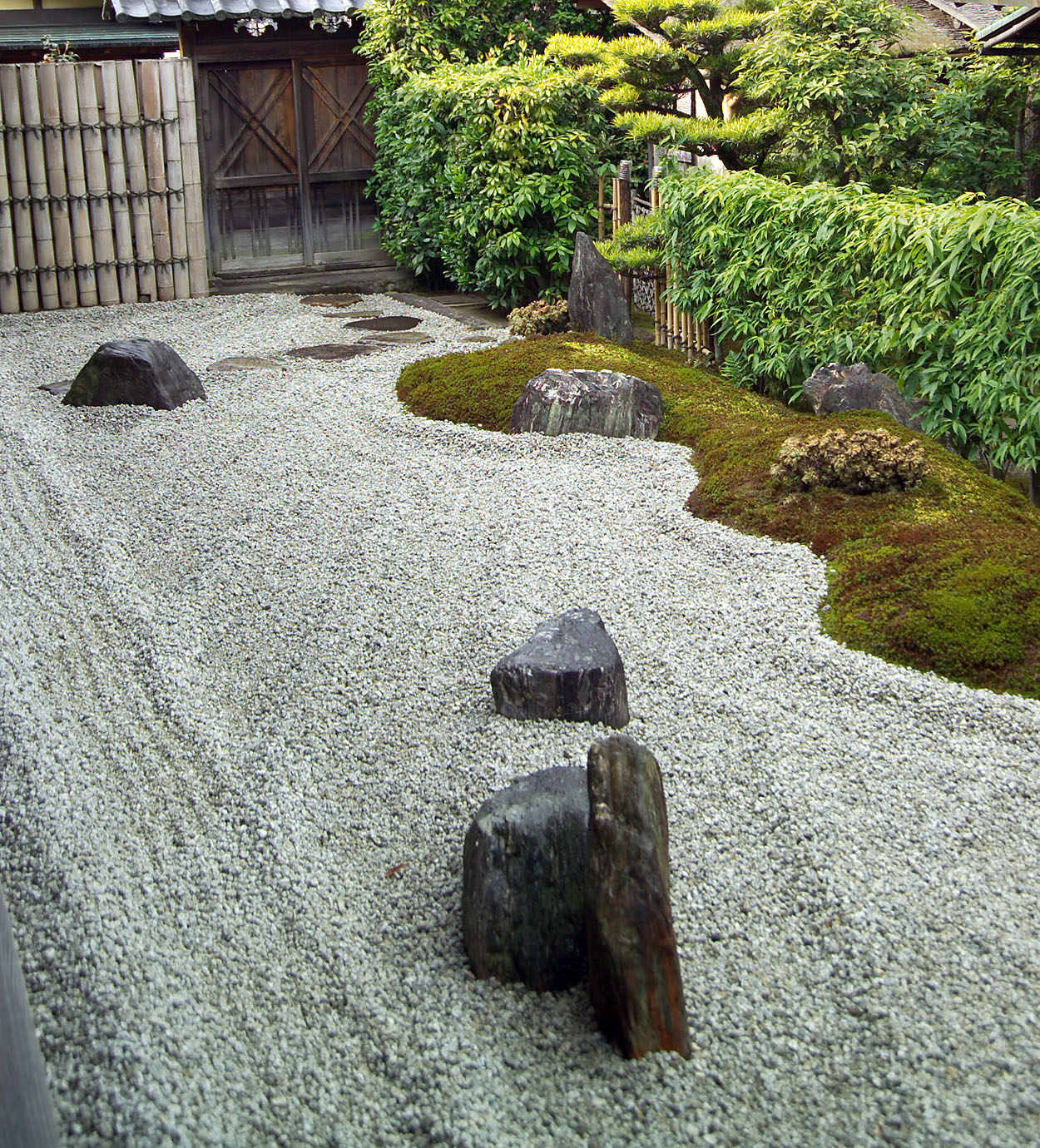
Daitokuji
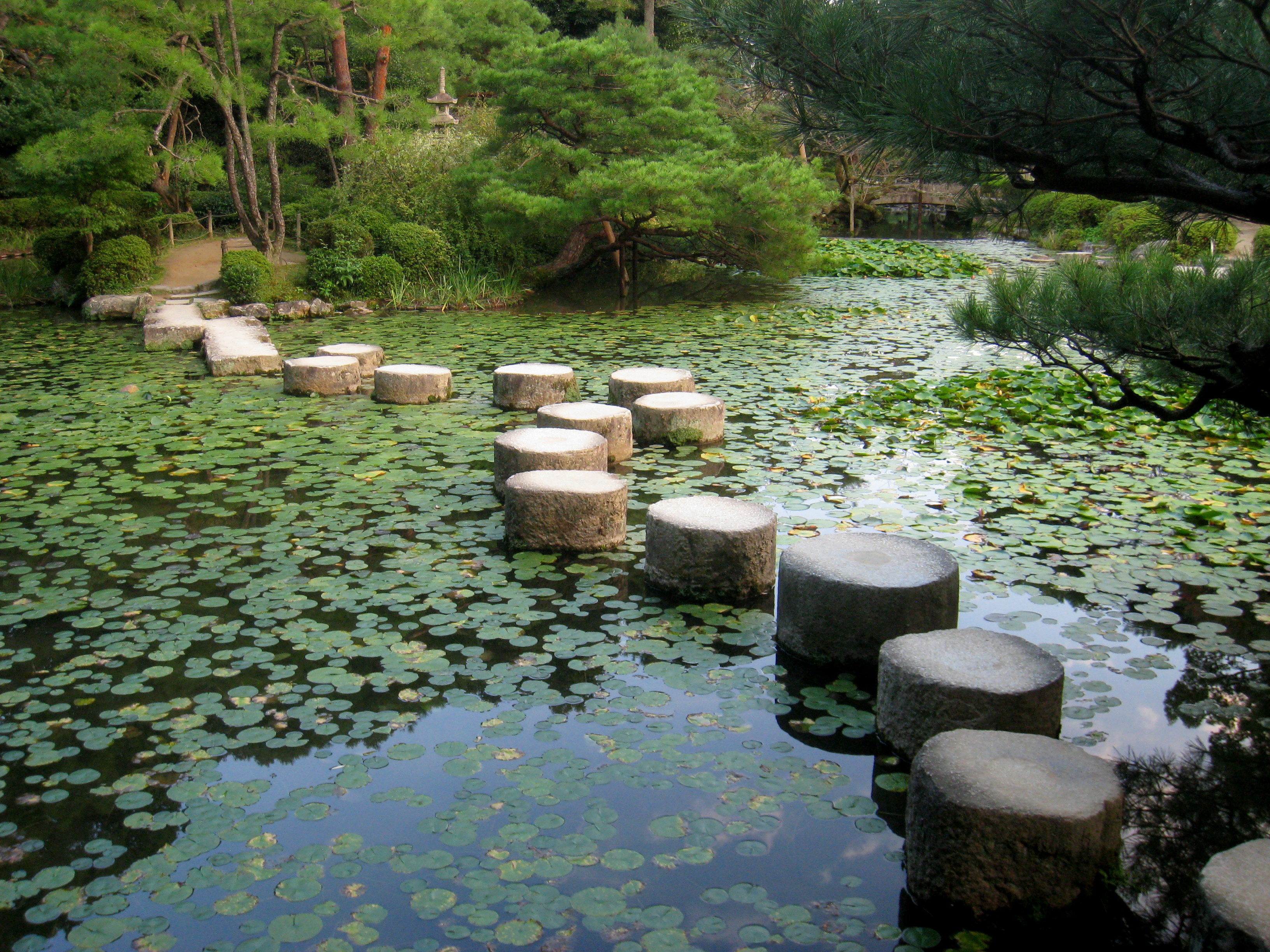
Heian
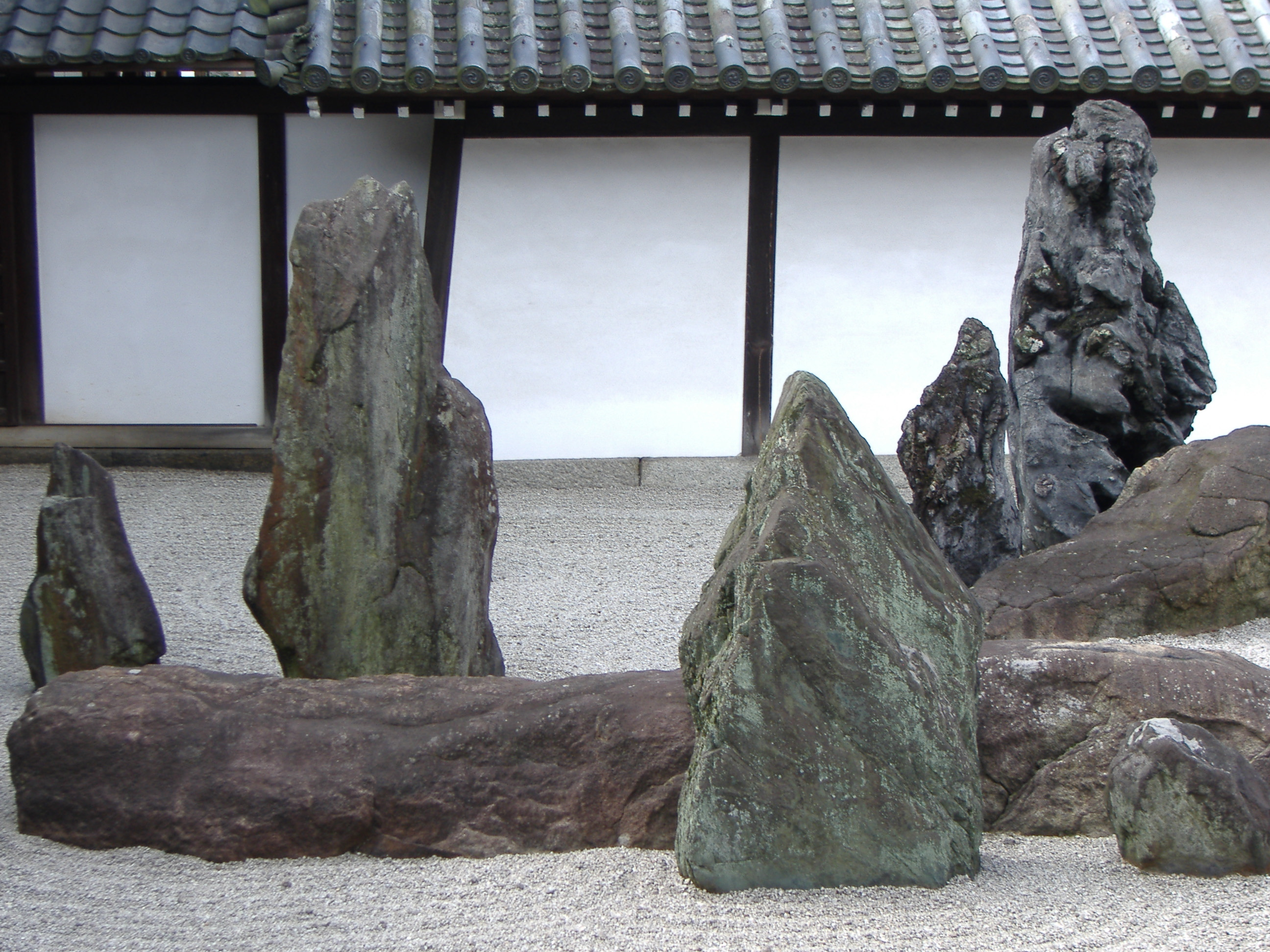
Toufuku
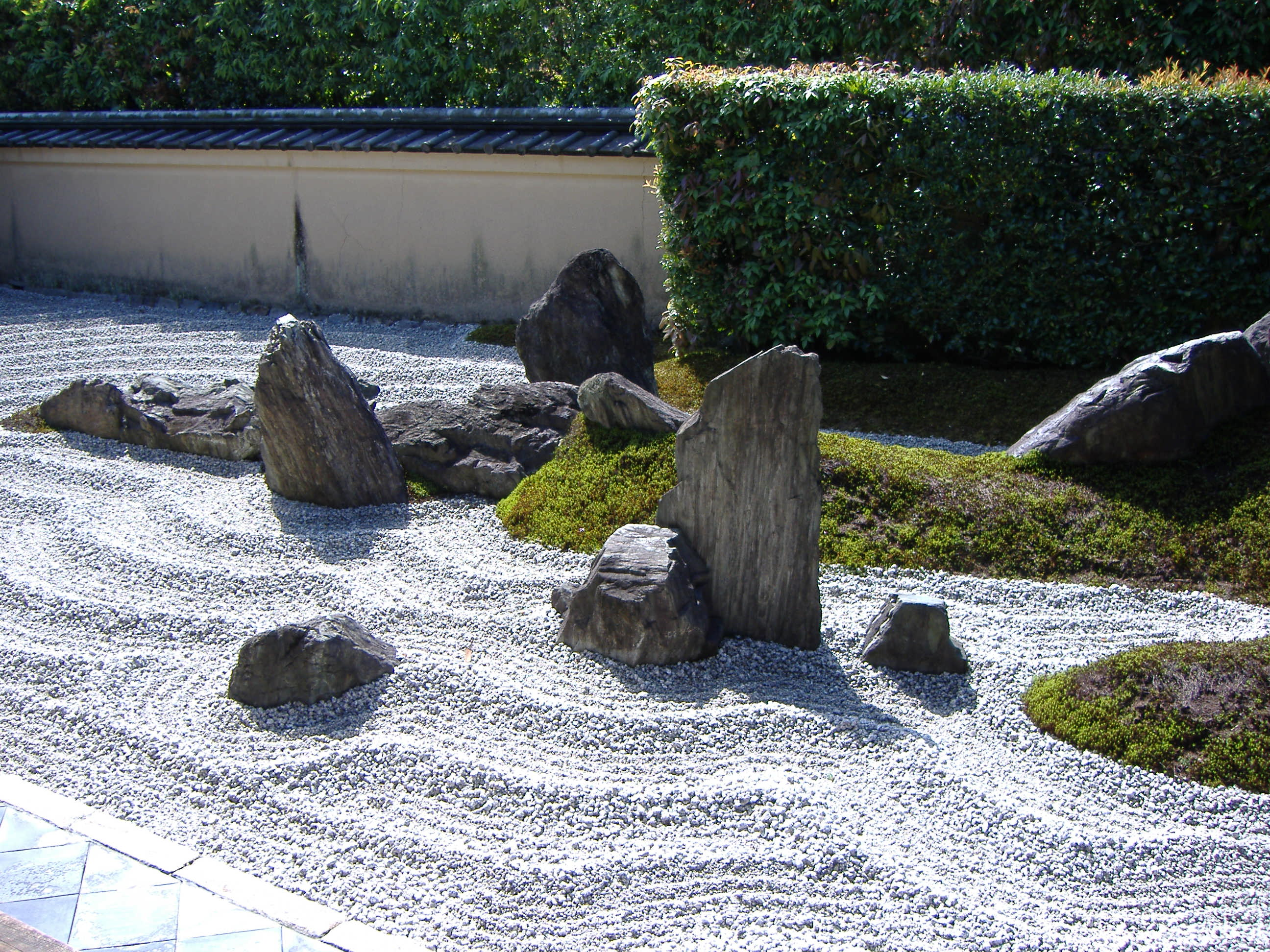
Zuihou
Shishiodoshi
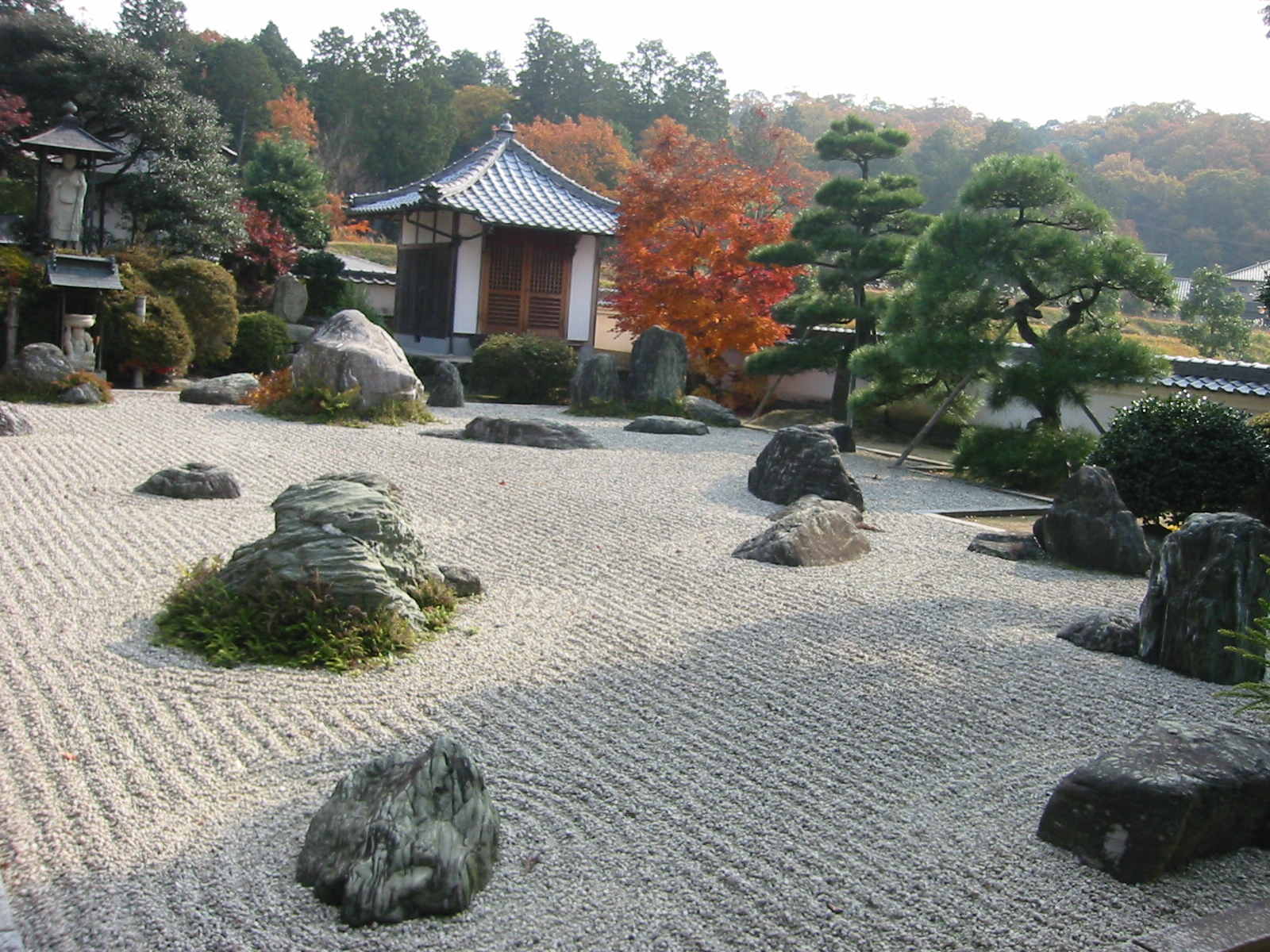
Harima
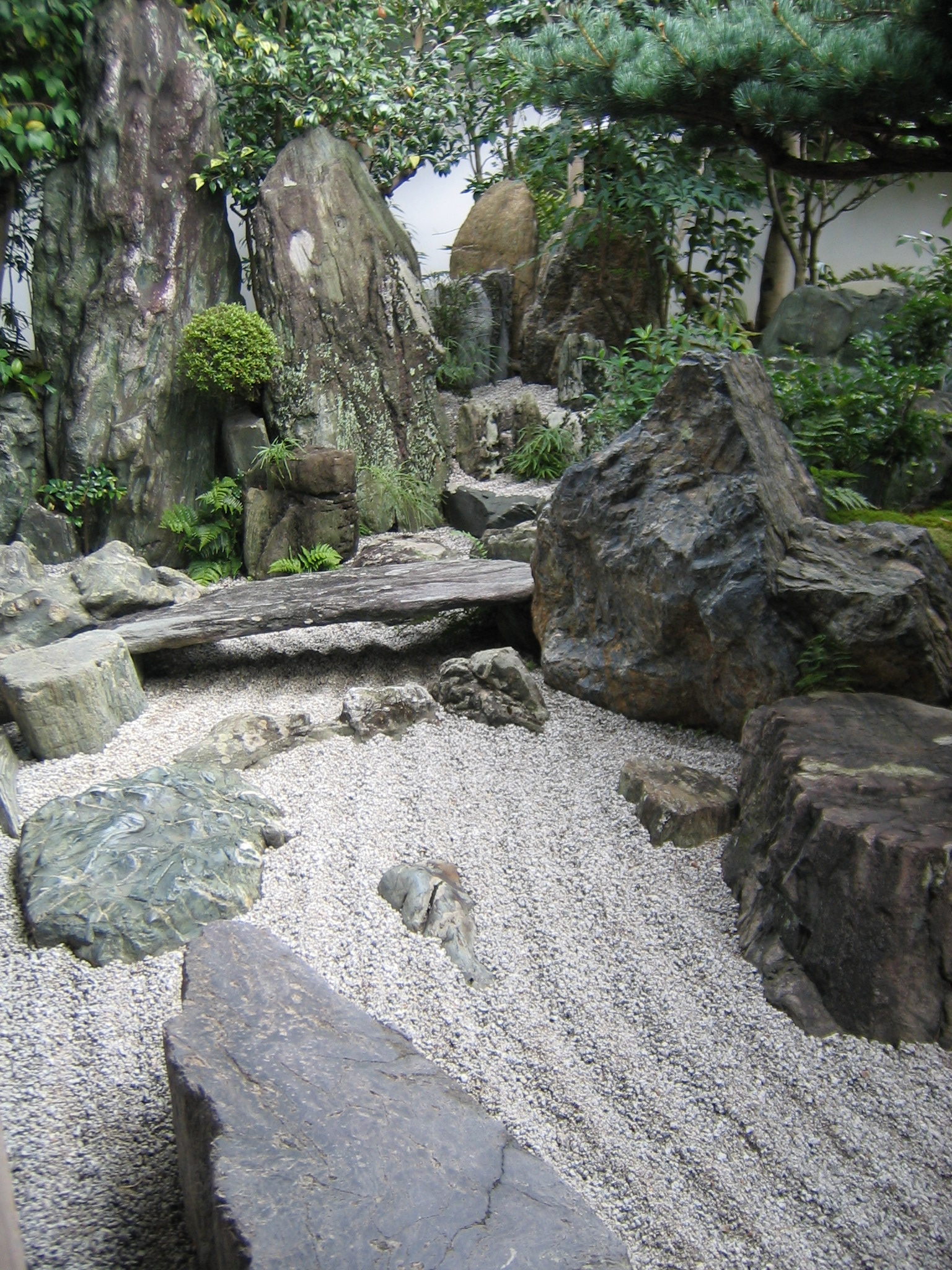
Daisen-in
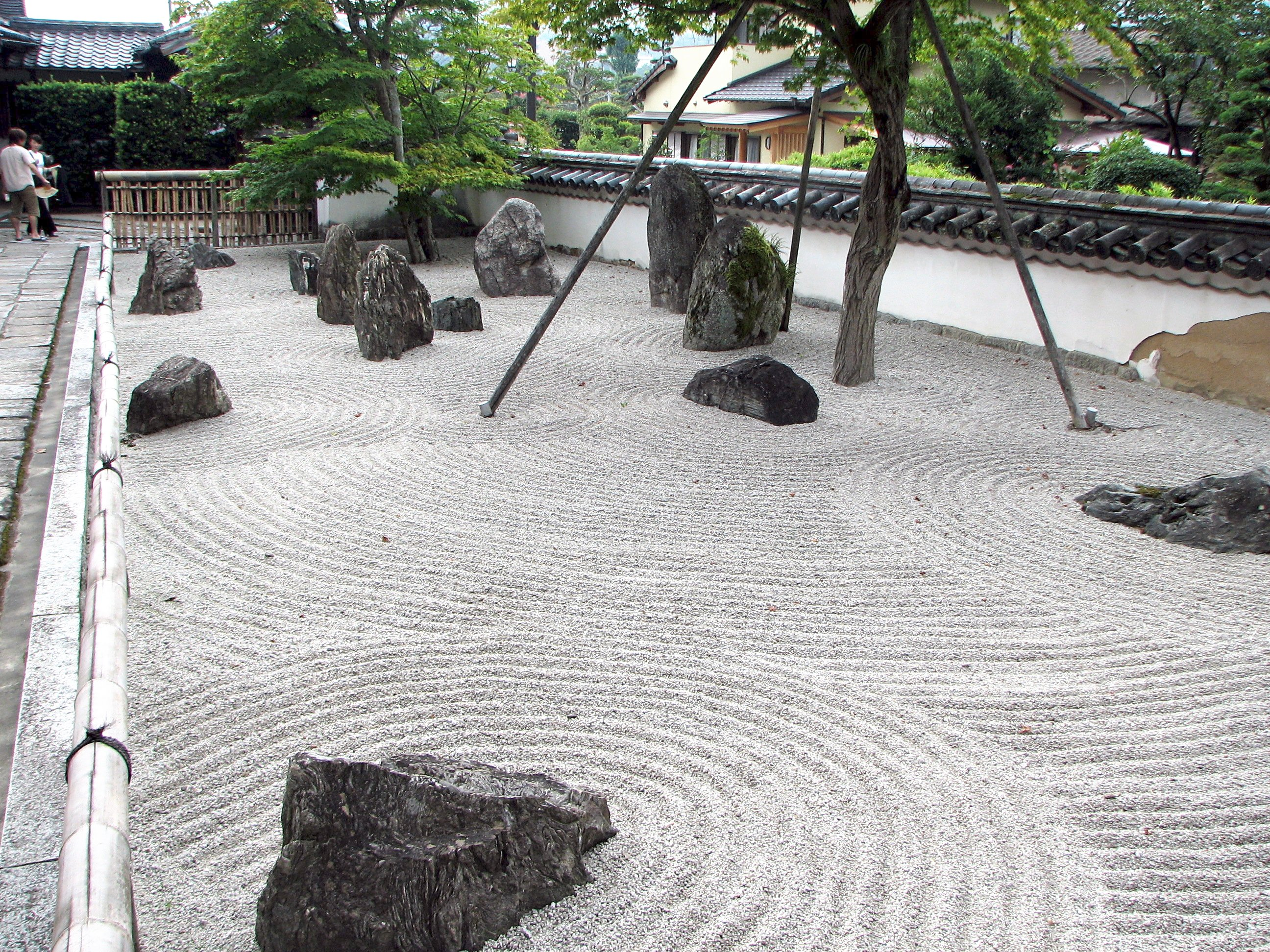
Komyozenji
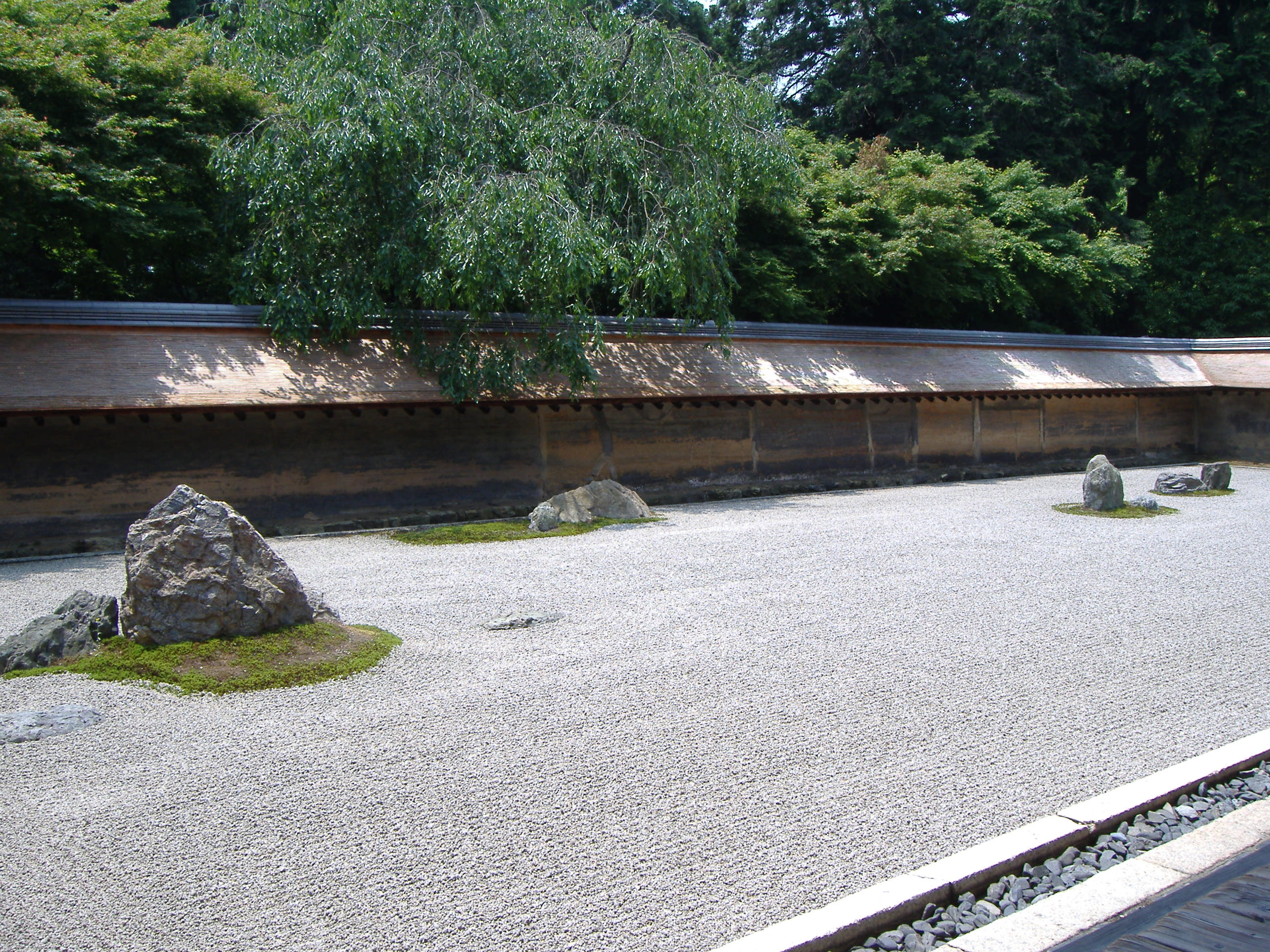
Ryoanji
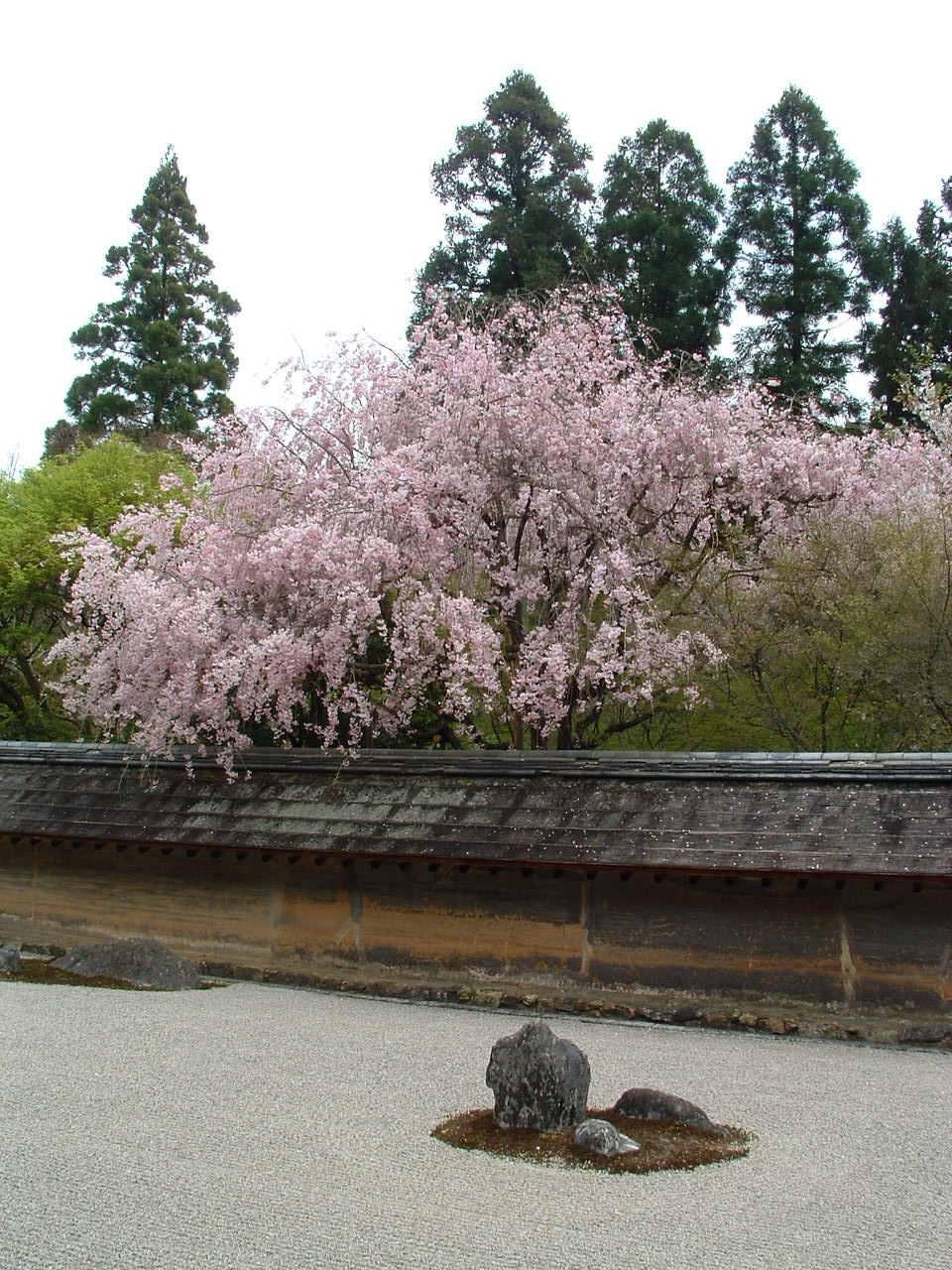
Ryoanji
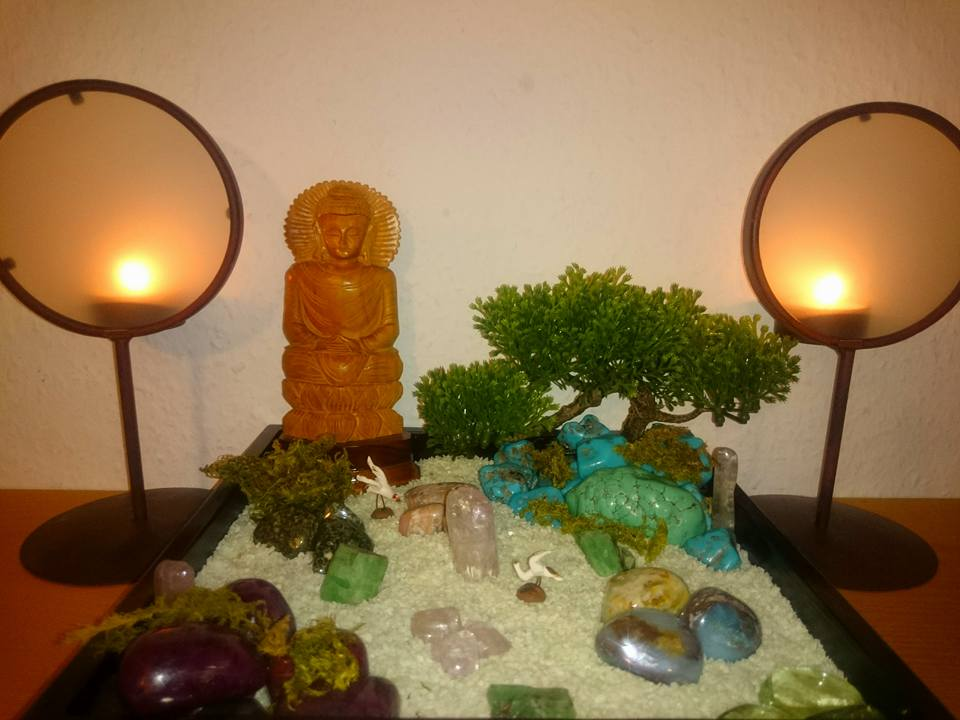
Miniature Rock Garden for Home with Buddha Statue, Bonsai Tree and Gemstones